# Jiří Prošek
Jiří Prošek (bulgarisch Иржи Прошек/Irschi Proschek; * 25. Dezember 1847 in Beraun, Böhmen; † 16./29. September 1905 ebenda), auch bekannt als Georgi Prošek (bulg. Георги Прошек), war ein tschechischer Ingenieur, Korrespondent, bulgarischer Patriot und Revolutionär, der den größten Teil seines Lebens in Bulgarien verbrachte.
Seit 1868 war er Eisenbahn-Ingenieur auf der Balkanhalbinsel und arbeitete beim Bau der Eisenbahnlinie in Thrakien mit. Im Zuge der Bulgarischen Unabhängigkeit ließ er sich in Sofia nieder. Nach der Gründung des Fürstentums Bulgarien 1879 war er bis 1881 Architekt in Sofia und arbeitete am ersten Stadtentwicklungsplan von Sofia mit. Später war er Leitender Ingenieur der Direktion für Öffentliche Gebäude (1881 bis 1885). Gemeinsam mit seinem Bruder Theodor / Bogdan Prošek gründete er 1879 die erste Druckerei in Sofia (Hofdruckerei Sofia; bulg. придворна печатница), 1884 gründete er die Brauerei Prošek, die damals die größte Brauerei in Sofia war, sowie später auch eine Keramik- und Porzellanfabrik. Die Brüder Jiří und Theodor Prošek hinterließen ihr Spuren bei der Errichtung einiger symbolträchtiger Bauten der jungen Hauptstadt Sofia (Löwenbrücke, Adlerbrücke, Sofioter Hauptbahnhofes und Parlamentsgebäude der Narodno Sabranie) und waren mit ihrer Firma "Gebr. Georgi und Bogdan Prošek" (bulg. Братя Георги и Богдан Прошек) erfolgreich.

## Leben

### Herkunft und Ausbildung
Jiří Prošek und sein Bruder von Bogdan Prošek, sowie ihre Schwester Maria waren Kinder des Schusters Jiří František Prošek, und seiner Frau Maria geb. Bartaková, einer guten Klavierspielerin. Die Familie Prošek war bereits seit 300 Jahren in Beroun ansässig. Zur Familie gehörten auch die beiden Cousins Václav Prošek und Josef Prošek, die ebenfalls aus Beraun stammten und auf Einladung von Jiří und Theodor ebenfalls nach Bulgarien kamen und für eine Zeit als Architekten und Ingenieure wirkten.
Prošek besuchte die Grundschule in seiner Geburtsstadt und schloss die 4. Klasse (Schuljahr 1858/59) mit Auszeichnung ab. Danach besuchte er in Prag das Erste Tschechische Realgymnasium. Gleich nach Abschluss des Gymnasiums schrieb er sich am königlich böhmischen Polytechnikum in Prag zu einem Studium als Landvermesser (Geodät) und Bauingenieur ein. Nach vierjährigem Studium erlangte er 1869 den Ingenieurs-Titel. Nach anderen Quellen studierte Prošek in Prag zwei Semester an der Kaiserlichen Technischen Schule und danach bis 1869 drei Jahre Maschinenbau am Tschechischen Polytechnikum in Prag mit einem Abschluss in der Fachrichtung Hochbau.
Da sein Vater nach dem Ende des ersten Studienjahres starb, musste sich Prošek sein Studium durch Gelegenheitsarbeiten selbst finanzieren. Nebenbei erlernte er aber mehrere Fremdsprachen, er beherrschte Deutsch, Französisch, Englisch, Italienisch und Russisch. In Prag arbeitete er als Parlamentsstenograph im böhmischen Landtag.
Während seiner Zeit im Gymnasium und während des Studiums schloss Jiří Prošek Bekanntschaften mit Bulgaren, die in Prag studierten. Sein bester bulgarischer Freund war Iwan Drasow (bulg. Иван Драсов), einer der engsten Freunde des bulgarischen Poeten und Revolutionärs Christo Botew. Ebenso schloss er Freundschaft mit Petar Berkowski (bulg. Петър Берковски), von dem er auch Bulgarisch lernte.

### Eisenbahningenieur auf dem Balkan
Nach dem Abschluss seines Studiums ging Jiří Prošek 1869 gleich auf den Balkan (nach anderen Quellen 1870), wo Spezialisten für den Eisenbahnbau gesucht wurden.
Zuerste übte er seinen Beruf in Konstantinopel (Istanbul) aus. Er war damals 23 Jahre alt und begann seine Arbeit für die Rumeli-Donau-Eisenbahngesellschaft (bulg. Румелийска железница/Rumelijska schelesniza) von Baron Maurice de Hirsch zu arbeiten, die im europäischen Teil des Osmanischen Reiches Eisenbahnlinien baute und betrieb. Rumelien war der europäische Teil des Osmanischen Reiches auf der Balkanhalbinsel. Er arbeitete vom 26. August 1869 bis 31. März 1870 als Assistenz-Ingenieur im Zentralbüro der Rumelischen Eisenbahn in Istanbul und war an der Planung der Eisenbahntrasse von Adrianopel nach Belowo bzw. Saranbej (heute Septemwri) beteiligt.
Vom 27. April 1870 bis 2. Juli 1873 (nach anderen Quellen ab 1871) wurde er von seiner Firma als Inspekteur der 5. Direktion (nach anderen Quellen 4. Direktion) mit Sitz im Dorf Almanlij (bulg. Алманлий; damals 270 Familien groß, heute Jabalkowo (bulg. Ябълково) in der Oblast Chaskowo) geschickt. Dort beaufsichtigte er den Bau der Bahnlinie im Abschnitt von Kajadschik (bulg. Каяджик), heute Stadtviertel Rakowski in Dimitrowgrad nach Chadschi Eles (bulg. Хаджи Елес), heute Parwomaj.
Die tschechischen und polnischen Bauingenieure (darunter Anton Pelz, Antonin Svoboda, Prof. Ostrava; Bankowski und Stanislaw Dombrowski) – hatten bewusst das Dorf Almanlij für ihr Lager (1870 bis 1873) ausgesucht, da das Dorf eine rein bulgarische Bevölkerung hatte. In der Kaza Chaskowo waren nur 60 von 360 Dörfern rein bulgarisch geblieben.

### Einsatz für die bulgarische Befreiungsbewegung
Während seiner Zeit als Inspekteur der 4. Direktion bekam Jiří Prošek engeren Kontakt zu den im Dorf Almanlij wohnenden Bulgaren, insbesondere zu den Vertretern des Öffentlichen Lebens und zu Mitglieder des Revolutionskomitees der Inneren Revolutionären Organisation. Das örtliche Komitee wurde von Dimitar Ralow geleitet. Sie gründeten das Slawische Geheime Revolutionskomitee (bulg. Славянски таен революционен комитет) – bestehend aus Bulgaren, Tschechen und Polen. Bald wurde Jiří Prošek mit Wassil Lewski bekannt, dem Hauptorganisator der Revolutionskomitees in Bulgarien und schloss sich der bulgarischen Befreiungsbewegung an.
Petar Berkowski (* 1852; † 1892), ein Kampfgefährte von Wassil Lewski, war der Vorsitzende des geheimen Revolutionskomitees in der Stadt Chaskowo und Hauptlehrer an der dortigen bulgarischen Schule. Jiří Prošek war seit seiner Zeit in Prag mit Berkowski bekannt und befreundet gewesen. An der Schule unterrichtete auch Stojan Saimow, ein bekannter Kämpfer des Aprilaufstandes von 1876. Stojan Saimow beschrieb Jiří Prošek in seinem Buch Die Vergangenheit (bulg. "Миналото"/Minaloto) als herzlich und großzügig, er beschrieb seine Achtung vor den bulgarischen Traditionen, Feiertagen und den Festen, die sie feierten sowie das gemeinsame Schlittschuhlaufen auf dem Fluss Mariza.
Jiří Prošek engagiert sich unter dem Einfluss der bulgarischen Patrioten für die Befreiung Bulgariens von den Osmanen. Er setzt sich dafür ein, die Schule im Dorf Almanlij zu verbessern, wobei er sich am Standard der tschechischen Schulen in seiner alten Heimat orientierte. Die Schule in Almanlij war eines seiner frühen erfolgreichen Projekte, sie wurde in ganz Südbulgarien (damals Nordthrakien) als Musterschule bekannt. Prošek führte neue Unterrichtsfächer ein, kümmerte sich um die sportliche und vormilitärische Erziehung der Schüler und leitete auch den Schulchor. Es wurden Globen, Rechengeräte, Unterrichtshilfsmittel, Karten und Bilder angeschafft und ein naturwissenschaftliches Kabinett wurde eingerichtet.
Jiří Prošek versorgte gemeinsam mit den anderen tschechischen und polnischen Ingenieuren in seinem Dorf die Bulgaren mit Waffen, er übermittelte Post des Revolutionären Komitees. Sie gründeten das „Slawische Haus“ (bulg. славянски дом/slawjanski dom) als Kulturhaus und Tschitalischte. Tschechen, Polen und Bulgaren verstanden sich zu dieser Zeit alle als unterdrückte slawische Völker: die Tschechen unter der Herrschaft von Österreich, die Polen unter der Herrschaft von Russland und Österreich und die Bulgaren unter der Herrschaft des Osmanischen Reiches.
In vielen Dienststellen der Eisenbahn hatte Jiří Prošek Verbindungen zu seinen tschechischen Landsleuten und zu revolutionär gestimmten Bulgaren hergestellt. Darunter waren unter anderem Sachari Stojanow (bulg. Захари Стоянов), Todor Kableschkow (bulg. Тодор Каблешков), Georgi Ikonomow (bulg. Георги Икономов) und Teofan Rajnow (bulg. Теофан Райнов).
Nach der Gefangennahme von Wassil Lewski, dem Hauptorganisator des nationalen bulgarischen Widerstandes, durch die Osmanen am 26. Dezember 1872 und seiner Verurteilung zur Todesstrafe, ging das Gerücht um, dass er nach Istanbul (zu dieser Zeit noch Konstantinopel) verfrachtet wird, da sich der Sultan für Lewski interessierte. Das lokale Revolutionskomitee beschloss daraufhin die Befreiung von Lewski zu organisieren. Sie erwarteten Lewskis Überführung per Eisenbahn nach Istanbul, wo ihm der Prozess gemacht werden sollte, und nahmen Verbindung zu Jiří Prošek auf, um Näheres über die Fahrpläne und Zugbewegungen zu erfahren. Jiří Prošek schloss sich dem Befreiungsplan an und durch seinen Einsatz wurden "seine Leute" in den verschiedenen Bahnhöfen und Eisenbahndistrikten der Bahnstrecke Edirne–Belowo angestellt. Zwischen den Bahnhöfen Popowiza und Charmanli bereiteten sie Hinterhalte entlang der Eisenbahnstrecke vor. Diese Vorkehrungen waren jedoch vergebens, da sich der Plan zerschlug. Für alle unerwartet war Lewski am 19. Februar 1873 in Sofia hingerichtet wurde. Lewski war nicht wie erwartet nach Istanbul, sondern nach Sofia gebracht worden und dazu noch mit einem Pferdewagen und nicht mit der Eisenbahn.

### Russisch-Türkischer Krieg
1876 kündigte Jiří Prošek der Eisenbahnfirma und wurde freischaffender Korrespont für europäische Zeitungen, um die Öffentlichkeit der europäischen Länder über die Lage des bulgarischen Volkes zu informieren, insbesondere über die Niederschlagung des Stara-Sagora-Aufstandes von 1875 und des Aprilaufstandes von 1876 und über das Schicksal der nach Diyarbakır in Kleinasien verbannten Revolutionäre des bulgarischen Befreiungskampfes. Als Mitglied des Revolutionskomitees beschrieb Jiří/Georgi Prošek ausführlich das schwere Schicksal der Bulgaren unter der osmanischen Herrschaft und alle Grausamkeiten der Osmanen, die sie dem bulgarischen Volk antaten. Jiří Prošek veröffentlichte in europäischen Zeitungen einen Appell, der von Tausenden bulgarischen Aufständischen unterschrieben war.
Er schickte seine Berichte zu seinem Bruder Bogdan Prošek nach Prag, der sie ins Französische und Englische übersetzte und sie über die Prager Zeitung Lidové listy (dt. Volksblätter) (heute Národní listy) an die Pariser und Londoner Presse weitergab. So erfuhr die ganze Welt von den osmanischen Verbrechen. Die osmanischen Herrscher waren darüber entzürnt und ordneten eine strenge Zensur für den gesamten Briefverkehr nach Frankreich und Großbritannien an. Das blieb jedoch erfolglos, da ihnen der Weg der Korrespondenz aus Bulgarien über Prag nach Paris und London nicht bekannt war.
Vom 13. Oktober bis 15. Dezember 1875 veröffentlichte er zehn Artikel. Der Name des „geheimen Korrespondenten“ wurde von der Zeitung nicht offenbart, stattdessen wurden seine Artikel mit Worten eingeleitet, wie: Auszüge aus einem privaten Brief, Über Bulgarien wurde uns geschrieben, Authentischer Brief. So erfuhren zuerst die Leser in Tschechien und Österreich-Ungarn und dann in Westeuropa vom Aprilaufstand und dem nachfolgenden Massaker von Batak. Jiří Prošek schrieb auch oft seine Korrespondenz aus Bukarest nach Prag, da er sich oft dort aufhielt. 
Der Russisch-Osmanische Krieg von 1877/78 ließ ihn noch aktiver für die Sache der Bulgaren eintreten. Er berichtete über ihn als freischaffender Korrespondent für tschechische Zeitungen.
Während der Zeit der schweren Kämpfe am Schipkapass (→ Schlacht am Schipkapass), im Sommer 1877, befand sich Jiří Prošek in Istanbul. Dort erfuhr er über seinen Freund und Landsmann, den Pharmazeuten Dr. Nadherny (bulg. Надхерни) – genannt Chekim Pascha, der der Leiter des Gesundheitsdienstes in der osmanischen Armee war, dass das osmanische Oberkommando die Entsendung einer sehr großen Verstärkungstruppe für die Truppen am Schipkapass unter Süleiman Pascha per Eisenbahn vorbereitete. Die zweite Schlacht am Schipkapass fand dann vom 21. bis 26. August 1877 statt.
Daraufhin begab sich Jiří Prošek umgehend nach Edirne, wo seine Freunde bei der Eisenbahn angestellt waren. Diese verschworene Gemeinschaft demontierte unter dem Vorwand "unaufschiebbarer technischer Umstände" ca. 200 m Eisenbahnschienen und warf sie von einer Brücke in den Fluss Mariza. Mit dieser als "verrücktes Unternehmen" (bulg. лудо предприятие) bekannt gewordenen Sabotage wurde die einzig vorhandene Bahnlinie von Istanbul nach Bulgarien in der entscheidenden Phase des russisch-türkischen Krieges für die Durchfahrt der Militärzüge um 30 Stunden blockiert. Diese Blockade sollte sich als schlachtentscheidend erweisen, da die osmanische Truppenverstärkung nicht mehr rechtzeitig an den Schipkapass herangeführt werden konnte. Dieser Pass wurde gegen eine osmanische Übermacht von bulgarischen Freiwilligen erfolgreich bis zum Eintreffen der starken russischen Truppen unter Skobelew verteidigt, die zunächst an einem anderen Balkanpass aufgestellt waren. Sie trafen noch vor der in Edirne aufgehaltenen osmanischen Truppenverstärkung am Schipkapass ein.
So trug Jiří Prošek mit zum siegreichen Ausgang der Schlacht am Schipkapass für die Russen und Bulgaren bei: General Fjodor Radezki konnte mit seinen russischen Truppen am Schipkapass siegen. Prošeks Aktion bei Edirne wurde jedoch von den osmanischen Machthabern aufgedeckt und Jiří Prošek musste als Bauer verkleidet nach Bukarest fliehen. Als Anerkennung für seine Tat wurde ihm die hohe Auszeichnung Alexander-Newski-Orden 1. Klasse verliehen und Michail Skobelew überreichte ihm im Namen des russischen Zaren Alexander II. einen goldenen Säbel. Danach arbeitete er in Bukarest als Übersetzer einer russischen Dienststelle im Dienst des russischen Oberkommandos.

### Prošek in Sofia
Nach der Unabhängigkeit Bulgariens 1878 ließ sich Jiří Prošek in der neuen bulgarischen Hauptstadt Sofia nieder und arbeitete als Lehrer, Bauingenieur, Inspekteur und Unternehmer.
Nach dem Sieg der Russen stellte sich Jiří Prošek in Sofia mit seinen Sprachkenntnissen dem russischen Oberkommando zur Verfügung. Der polyglotte Prošek wurde als Dolmetscher in der Kanzlei des russischen Gouverneurs Pjotr Alabin (russ. Пётр Владимирович Алабин; bulg. Пьотър Владимирович Алабин) eingesetzt. Jiří Prošek war einer der Initiatoren für die Errichtung eines Denkmals für Wassil Lewski, den Helden des bulgarischen Befreiungskampfes in Sofia, und setzt sich bei Gouverneur Alabin um Genehmigung desselben ein. Der Bau des Lewski-Denkmals nach Plänen des tschechischen Architekten Václav Antonín Kolář zog sich jedoch wegen fehlender Mittel jahrelang hin. Die aufgebrachten Spendengelder für den Bau des Denkmals reichten anfangs nur für das Fundament.
Jiří Prošek war einer der ersten Lehrer im neu gegründeten Ersten Sofioter Mädchengymnasium. Er war dort vom 10. November 1879 bis 1. November 1880 Lehrer für Zeichnen und Stenografie. Gleichzeitig war er, aufgrund seiner früheren Tätigkeit im Prager Parlament, Parlamentsstenograf im bulgarischen Parlament (Narodno Sabranie) gemeinsam mit Besenschek (bulg. Безеншек), da er als einer der wenigen in Sofia dafür verfügbar war.
Zu jener Zeit kamen zahlreiche ausländische Spezialisten nach Bulgarien, die dort dann jahrelang oder zeitlebens arbeiteten, vor allem Russen (z. B. Porfirij Bachmetiew – bulg. Порфирий Бахметиев), Tschechen, Franzosen, Deutsche, Österreicher. Bekannt waren unter anderem auch die tschechischen Brüder Škorpil, Konstantin Jireček und Václav Dubrowski (bulg. Братя Шкорпил, Иречек, Вацлав Добруски). 1878/79 baute Prošek baute für eingewanderte Tschechen und seinen Bruder fünf Holzhäuser, die den Anfang der sogenannten „Tschechischen Kolonie“ bildeten. Inoffiziell wurde er der "Tschechische Konsul", da er sich bei der bulgarischen Verwaltung um die Angelegenheiten seiner Landsleute kümmerte.
Der Sofioter Bürgermeister lud 1879 den tschechischen Architekten Lubor Bajer ein, den ersten Stadtentwicklungsplan für Sofia zu erstellen. Seine Assistenten waren Jiří/Georgi Prošek und Vaclav Raubal, dessen Schwester Jiří Prošek später heiratete. Jiří Prošek änderte 1879 seinen Vornamen offiziell in die entsprechende bulgarische Form um: aus Jiří Prošek wurde Georgi Prošek (bulg. Георги Прошек). 
Im Rahmen seiner Arbeit für Alabin, dem russischen Gouverneur der provisorischen russischen Zivilverwaltung von Sofia (1878–1879), erkundete Jiří Prošek unter anderem die Marmorvorkommen in Bulgarien und erstellte eine Karte. Er organisierte die Ziegelproduktion im Dorf Dolni Bogrow (bulg. Долни Богров) in der Oblast Sofia, um Baumaterial für den Ausbau der Hauptstadt zu gewinnen.
Nachdem der dringendste Bedarf an Lehrern in Sofia gedeckt war, wechselte Jiří Prošek in die Bauabteilung des Ministeriums für öffentliche Gebäude, Straßen und Infrastruktur (bulg. Министерство на обществените сгради, пътищата и благоустройството), wo er für den Bau von Landstraßen und Eisenbahnlinien im Land zuständig war. Er erarbeitete Projekte für die Trassierung der Landstraße von Silistra nach Schejtandschik (heute Chitrino in der Oblast Schumen), sowie die Landstraße von Elena nach Osman Pasar (heute Omurtag). Später arbeitete er an der Projektierung und dem Bau der Bahnlinie Sofia–Lowetsch–Swischtow, am Bauabschnitt Arabakonak-Pass–Orchanie (heute Botewgrad), sowie an der Bahnlinie Zaribrod (heute Dimitrovgrad in Serbien) –Sofia–Wakarel, am Bauabschnitt Sofia–Samokow. Er arbeitete an zahlreichen weiteren technischen Projekten als technischer Direktor oder als Inspekteur. 
Zu seinen Freunden zählten die Ministerpräsidenten Todor Burmow, Kliment Tarnowski (der Burmow ab November 1879 als Ministerpräsidenten nachfolgte), Petko Karawelow, Konstantin Stoilow, der Bildungsminister Georgi Atanasowitsch und der Finanzminister Grigor Natschowitsch. Diesen Freundschaften verdankte Jiří Prošek unter anderem seinen schnellen wirtschaftlichen Erfolg als Unternehmer in Bulgarien.
Mit seinem Bruder Theodor/Bogdan Prošek, der 1878 nach Sofia kam, gründete er die erste Druckerei in Sofia. 1881 bis 1884 bauten sie die in Sofia sehr bekannte Brauerei Prošek. Anfang der 1890er Jahre war er der führende Experte für das Sofioter Grundstückskataster, das ab 1878 geschaffen wurde; zu dieser Zeit widmete sich sein Bruder Theodor/Bogdan Prošek hauptsächlich der Leitung der Druckerei. Beide Brüder bauten sich ein für die damaligen Verhältnisse aristokratisch anmutendes Haus in der uliza Moskowska Nr. 5.
Die Brüder Prošek errichteten als Bauunternehmer die Löwenbrücke (1888 bis 1891) und die Adlerbrücke (1889 bis 1891) erbaut. Die neu erbaute Adlerbrücke verbesserte natürlich auch die Infrastruktur für den Transport von und zur 150 m nordöstlich gelegenen Brauerei und zu ihrem Bierausschank.

### Ehrenämter
Jiří Prošek war auch auf dem Gebiet der Kultur und Bildung sehr aktiv in Sofia: er war einer der Initiatoren für den Bau des Wassil-Lewski-Denkmals und 1880 Gründungsmitglied der Gesellschaft "Slawische Gespräche" (bulg. "Славянска беседа"/Slawjanska beseda) in Sofia (1880) – heute die Tschitalischte "Slawjanska beseda" (auch das heutige Theater "Сълза и смях"/"Salsa i smjach" ging daraus hervor) und der Bulgarischen Ingenieur- und Architekturgesellschaft. Ebenso war er Gründungsmitglied der Gesellschaft "Tscheche" (bulg. Чех/Tschech) und leitete für eine gewisse Zeit die Zeitschrift "Tschechischer Adler" (bulg. Чешки сокол/Tschechki sokol).

### Familie und Nachkommen
Während Jiří Prošek als Mitarbeiter der Stadtverwaltung und des ersten Gouverneurs Pjotr Alabin am Stadtentwicklungsplan arbeitete, machte Jiří Prošek die Bekanntschaft mit Tschechin Anna Roubalova (bulg. Анна Роубалова; *1853; † 1935), der Schwester seines Kollegen von Vaclav Roubal, die er am 23. Oktober 1878 in Sofia heiratete. Sie hatte die Musikschule in Prag absolviert. Um zusammen mit ihrem vielen Gepäck und ihrem Klavier nach Bulgarien zu gelangen, war sie mit dem Dampfschiff auf der Donau und dann auf einem Ochsenkarren nach Sofia gereist. Die Eheleute bekamen drei Töchter (Maria, Růžena und Anna), sowie einen Sohn (Georgi). Nach anderen Quellen gingen aus dieser Ehe fünf Töchter und ein Sohn (den Sohn brachte Anna mit in die Ehe) hervor, wobei der Sohn 1928 in Prag verstarb.
Die Firma "Gebrüder Georgi und Bogdan Proschek" wurde 1895 gegründet und existierte bis zur Enteignung durch die Kommunisten 1947.
Später heiratete die Tochter Maria Prošek einen Iwan Kadela, der als Leiter der Prošek-Druckerei eingesetzt und als erster Schwiegersohn auch Mitglied der Geschäftsführung im Familienunternehmen wurde. Die Firma Gebr. Prošek war auch am Bau des Hafens Warna und an der Planung eines Casino-Restaurants in Warna beteiligt, da die zweite Tochter Ruschena einen Aleksandar Wasilew heiratete und zu ihm nach Warna zog. Jiří/Georgi Prošek war Mitbegründer der Baugesellschaft und bis 1901 technischer Direktor.
Jiří Prošek starb 1905 in Sofia im Alter von 58 Jahren. Er ist auf dem Sofioter katholischen Friedhof in Orlandowzi, Parzelle 16, begraben.
Nach der Enteignung durch die Kommunisten 1947 wurden die Nachkommen der Gebrüder Prošek aus Sofia ausgesiedelt und im Lager Bobow dol eingesperrt. Unter den Nachkommen befand sich auch Elena Pipewa, eine bekannte Opernsängerin.